# 茅鎜
茅鎜（1496年—1555年），字新之，號少塘，又號海門。直隸丹徒縣人。明朝官员。

## 生平
嘉靖十年（1531年）辛卯科應天府乡试第一百七名举人，嘉靖十一年（1532年）壬辰科会试第二百三十一名，二甲三十七名進士，礼部观政，授南京戶部河南司主事，歷升员外郎、郎中，出为平阳府知府。改德安知府，升雲南按察司副使。起复补陕西副使，官至浙江右參政，三十一年十二月考察以贪黜職。嘉靖三十四年卒，年六十。

## 家族
曾祖茅颐。祖父茅宇，義官。父茅坚，七品散官，贈南京户部郎中。母聶氏，贈宜人；继母费氏。慈侍下。兄茅鑒，判官、知县；茅鑾，郡賓。弟茅金、茅鈭。子洵，监生；溉，选贡；湛，郡賓；口，选贡；泮；浃；洛；汾。姪源，郡賓；淮，生员；治，贈吉安府推官；溱，生员；濡，和州训导。孫崇位，禮部儒士；崇仁，生员；崇任；崇僐；崇化，生员；崇伟，生员；崇伊，生员；崇雅，生员；崇偲；崇傅，生员；崇倬，生员；崇脩，廪生；崇伯。姪孫崇采，贡士；茅崇本，庚辰進士、南京刑部主事；崇榮；崇俊；崇棟，俱生员。曾孫大經，廪生；大勲；大熙；大年；大耀；大昌，俱生员；大受；大章；大生；大同；大悦；大有；大琮；大璧；大度；大瑛；大欽。